# 角館街道
角館街道（かくのだてかいどう）は、出羽国仙北郡大曲（現在の秋田県大仙市）から同郡角館（現在の仙北市角館町地域）・同郡生保内（現在の仙北市田沢湖地域）を経て奥羽山脈上の仙岩峠へ到る街道。現在の国道46号・国道105号に相当する。

## 歴史
戦国時代、仙北地方では交易・交流のため、あるいは軍事目的で街道が整備された。戸沢氏が根拠地とした角館は、本堂氏の本堂城回、六郷氏の六郷、小野寺氏の横手、安東氏の土崎湊などへ繋がる数多くの街道が集まる交通の要衝であったが、前田氏の大曲へ到る道は田舎道に過ぎなかった。
大曲 - 角館間は玉川沿いの平坦な土地であることから、雨期の洪水・乾期の旱魃が頻繁であり、安定した水利を得るため玉川疎水・上堰・下堰・四ツ屋用水などの水路が発達し、それら小川の自然堤防上が屈曲の多い道となっていた。これに対し六郷 - 角館間は、標高60 - 70mの高台を通るため湿地が少なく、道を横切る川も上流部で浅く幅が狭いため徒渡りが可能であり、高低差・屈曲ともに少なく、従って馬も通れる街道を整備するのが容易だった。後の羽州街道にあたる幹線路も、大曲を経由せずに六郷から角館を経て刈和野へ向かっていた。
しかし江戸時代、久保田藩主となった佐竹氏にとって、平鹿郡・雄勝郡の支配や参勤交代で江戸へ往復するためには、角館経由の道では遠回りになり不便であった。そこで入部後早い時点で、旧来の道に代えて刈和野から大曲を経て六郷へ抜ける道を整備した。これによって大曲の重要性が高まり、多くの枝道が集中するようになる。
承応2年（1653年）、角館を支配していた蘆名氏の最後の当主・蘆名千鶴丸が死去して蘆名氏は断絶し、代わって大曲と角館の中間にある長野の紫嶋城に居た佐竹北家が角館へ移る。その頃までに角館 - 長野間が整備されて「角館街道」と呼ばれるようになった。天和3年（1683年）には横沢の本陣も大曲に移築され、角館に代わって大曲が名実ともに交通の要衝となった。「五ケ村絵図」には高関上郷村（現在の大仙市花立）を通る角館街道と、玉川沿いに延びる道の2本が描かれている。
明治11年（1878年）3月、地方税負担道路として大曲村から仙岩峠までの区間が指定され、明治13年（1880年）には角館の南で玉川に「玉川橋」（現在の岩瀬橋）が架橋された。明治16年（1883年）2月、街道名変更の通達があり、大曲 - 仙岩峠間が「角館街道」と名称確定した。